# Swiss Chamber Soloists
Les Swiss Chamber Soloists sont un ensemble de musique de chambre suisse, fondé en même temps que les Swiss Chamber Concerts.

## Historique
L'ensemble des Swiss Chamber Soloists a été fondé en 1999, réunissant depuis cette date les meilleurs solistes suisses et internationaux (Thomas Zehetmair, Ilya Gringolts, Heinz Holliger, Christophe Coin, Bruno Canino, Heinrich Schiff, etc.) à travers des concerts qui ont lieu dans les principales villes des différentes régions linguistiques de Suisse (Genève, Zurich, Bâle et Lugano).
Chaque concert suit une thématique où se croisent des œuvres du répertoire classique et de musique contemporaine, présentant notamment des œuvres composées spécifiquement pour cet ensemble.
La direction artistique est assurée par Daniel Haefliger, Jürg Dähler et Felix Renggli.

## Participants
- Emanuel Abbühl
- François Benda
- Carolina Bruck-Santos
- Iso Camartin
- Muriel Cantoreggi
- Diego Chenna
- Jürg Dähler
- Olivier Darbellay
- Bahar Dördüncü
- Ilya Gringolts
- Thomas Grossenbacher
- Daniel Haefliger
- Heinz Holliger
- Ursula Holliger
- Esther Hoppe
- Daniel Kobyliansky
- Patricia Kopatchinskaja
- Johannes Nied
- Sylvia Nopper
- Rosanne Philippens
- Lawrence Power
- Felix Renggli
- Anna Reszniak
- Elmar Schmid
- Louis Schwizgebel
- Zora Slokar
- Vega Trio
- Urs Walker
- Peter Waters
- Sarah Wegener
- Hanna Weinmeister
- Mary Ellen Woodside
- Matthias Würsch
- Jürg Wyttenbach
- Maya Homburger & Barry Guy
- Denes Varion
- Daria Zappa
- Willi Zimmermann

## Discographie
La discographie de l'ensemble, allant de la musique baroque aux créations contemporaines, est publiée par les labels, Neos Classics, ECM, Genuin et Claves Records.
- Schumann, Quatuor et Quintette avec piano - Swiss Chamber Soloists : David Abbott, piano ; Jürg Dähler, violon ; Urs Walker, violon ; Valérie Dähler-Mulet, alto ; Daniel Haefliger, violoncelle (9-12 février 1998, Claves CD 50-2008) (OCLC 50117982)
- Bach, Variations Goldberg, arrangement pour trio à cordes par Dmitri Sitkovetsky - Swiss Chamber Soloists : Hanna Weinmeister, violon ; Jürg Dähler, alto ; Thomas Grossenbacher, violoncelle (30-31 mars 2007, coll. « Swiss Chamber Soloists edition, vol. 1 », SACD Neos 30801) (OCLC 857860716)
- Happy birthday, Elliott Carter!, musique de chambre (12 mai, 29 août, 30 septembre et 6 octobre 2008, coll. « Swiss Chamber Soloists edition, vol. 2 » SACD Neos 10816) (OCLC 313652996)
- Holliger, Induuchlen - Swiss Chamber Soloists : Sylvia Nopper, soprano ; Kai Wessel, contreténor ; Olivier Darbellay, cor naturel ; Matthias Würsch, percussion, cymbalum ; Anna Maria Bacher, récitante ; Albert Streich, récitant ; dir. Heinz Holliger[1] (2006-2010, ECM Records 4763977) (OCLC 743198806)
- Mozart, Musique de chambre avec vent - Swiss Chamber Soloists : Felix Renggli, flûte ; Heinz Holliger, hautbois ; Francois Benda, clarinette ; Esther Hoppe, violon ; Daria Zappa, violon ; Jürg Dähler, violon et alto ; Daniel Haefliger, violoncelle (9-10 mars 2009 et 12 mai 2010, Genuin) (OCLC 976500972)
- Cerha, Sextuor, Quintette et Trio - Swiss Chamber Soloits : Heinz Holliger, hautbois ; Esther Hoppe, violon ; Meesun Hong Coleman, violon ; Daria Zappa, violon ; Corinne Chapelle, violon ; Hanna Weinmeister, violon ; Jürg Dähler, alto ; Hannes Bärtschi, alto ; Daniel Haefliger, violoncelle ; Patrick Demenga, violoncelle (2015, Claves CD-50 1816) (OCLC 1050676876)
- Dmitri Chostakovitch, Trios avec piano, op. 8 et op. 67 ; Sonate pour violon, op. 134 : Ilya Gringolts, violon ; Daniel Haefliger, violoncelle ; Gilles Vonsattel, piano (2017, Claves)